# Dibolia penstemonis
Dibolia penstemonis är en skalbaggsart som beskrevs av Charles Christopher Parry 1974. Dibolia penstemonis ingår i släktet Dibolia och familjen bladbaggar. Inga underarter finns listade i Catalogue of Life.